# バロック美術
バロック美術（バロックびじゅつ）は、16世紀末から18世紀初頭にかけヨーロッパ各国に広まったバロックと総称される様式にもとづいた絵画や彫刻などの美術のことである。ルネサンス期の美術の理想とされた均衡のある構成より、意図的にバランスを崩した動的でダイナミックな表現が好まれた。ルネサンス後期のミケランジェロの晩年の作品はマニエリスムとも、バロックの先駆になったとも評される。宗教改革を経たカトリック教会の対抗改革（反宗教改革運動）や絶対王政の確立を背景にした美術様式であるといわれている。

## 絵画
これまでの均衡の保たれていたルネサンス絵画とは対照的に、バロック絵画には躍動感があふれ、明暗の対比がはっきりとし、描かれている人物たちの動きは流動的である。画題となるのは主にギリシア神話や聖人、あるいは貴族や王族の生活や肖像である。また注文主は王族・貴族・教会などの大金持ちであった。
その先駆者と目されているのは北イタリアのロンバルディアで修行し、ローマとナポリで活躍したカラヴァッジョ(1573-1610)である。またギリシャ出身でスペインのトレドで活躍したエル・グレコも同じくバロック絵画の先駆者として高く評価されている。
バロック絵画の全盛期は17世紀で、その中心はスペイン、スペイン領ネーデルラント、オランダなどであった。代表的な画家としてはスペインのベラスケスやフランシスコ・デ・スルバラン、バルトロメ・エステバン・ムリーリョ、スペイン領ネーデルラントのルーベンス、オランダのレンブラント、フランスのニコラ・プッサンなどが挙げられる。

## 建築
装飾を多く用いた建築様式。イタリアではジャン・ロレンツォ・ベルニーニやボッロミーニ、ピエトロ・ダ・コルトーナ、カルノ・マデルノ、フィリッポ・ユヴァーラなどが活躍した。
また、有名な物はトレヴィの泉などローマに多く存在している。

## 彫刻
彫刻は、建築物の装飾に多く用いられた。単体作品ではジャン・ロレンツォ・ベルニーニの『聖テレジアの法悦』などが有名である。